# Our Grand Despair
Pour plus de détails, voir Fiche technique et Distribution.
Our Grand Despair (Bizim Büyük Çaresizligimiz) est un film turc réalisé par Seyfi Teoman, sorti en 2011.

## Synopsis
Une jeune femme rejoint la colocation de deux hommes célibataires qui tombent tous deux amoureux d'elle.

## Fiche technique
- Titre : Our Grand Despair
- Titre original : Bizim Büyük Çaresizligimiz
- Réalisation : Seyfi Teoman
- Scénario : Baris Bicakci et Seyfi Teoman d'après le roman de Baris Bicakci
- Musique : Sakin
- Photographie : Birgit Gudjonsdottir
- Montage : Cicek Kahraman
- Production : Yamac Okur et Nadir Operli
- Société de production : Bulut Film, unafilm, Circe Films, Efes Pilsen, Hubert Bals Fund et Turkish Radio & Television
- Société de distribution :
- Pays :  Turquie,  Allemagne et  Pays-Bas
- Genre : Drame
- Durée : 102 minutes
- Dates de sortie : 
  -  Turquie : 15 avril 2011

## Distribution
- Ilker Aksum : Ender
- Fatih Al : Cetin
- Gunes Sayin : Nihal
- Taner Birsel : Murat, le frère de Cetin
- Baki Davrak : Fikret, le frère de Nihal
- Mehmet Ali Nuroglu : Bora
- Beril Boz : Asli

## Distinctions
Le film est présenté en sélection officielle en compétition à la Berlinale 2011.